# Шпилька для капелюха

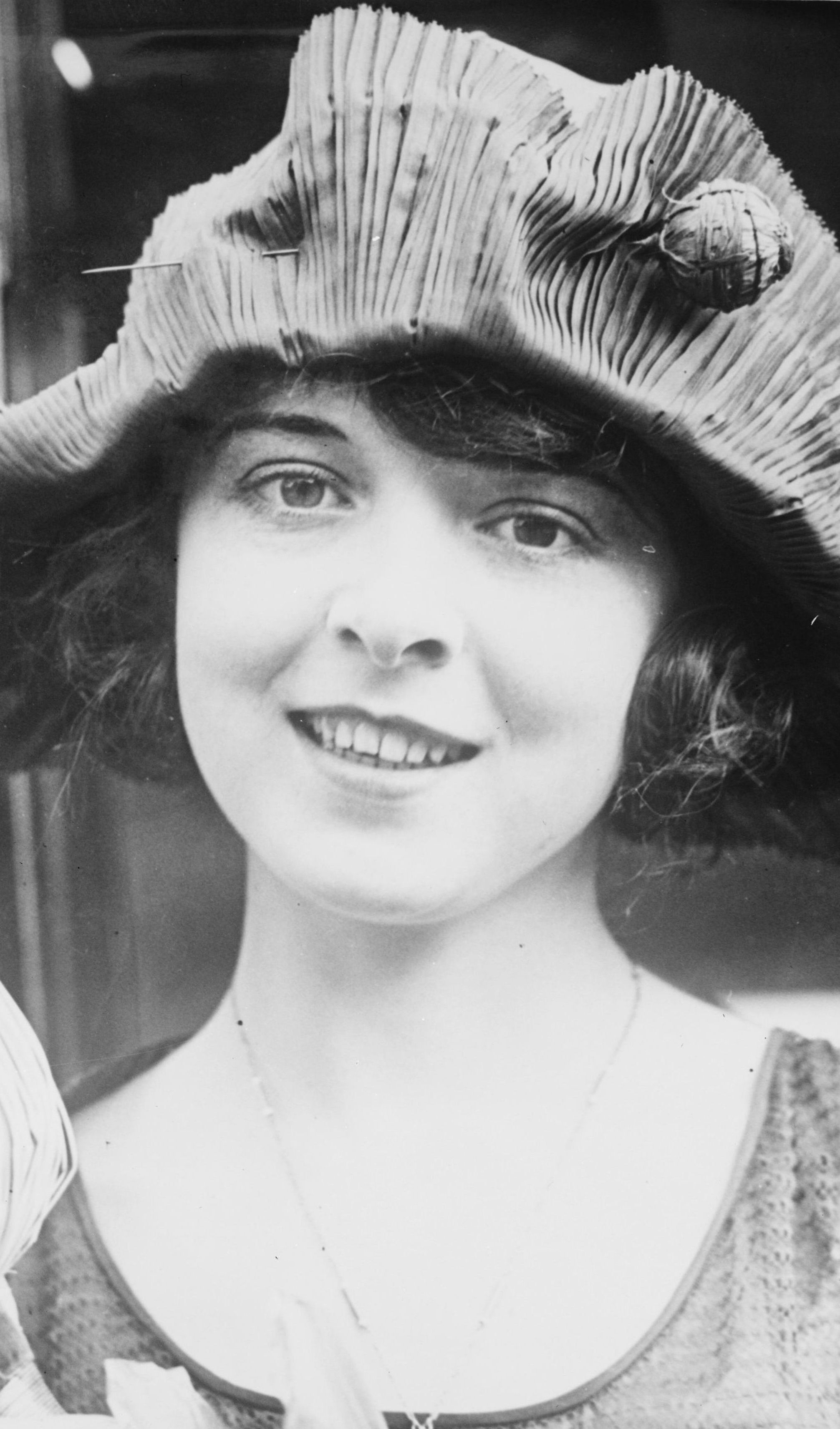
Коллін Мур в капелюсі зі шпилькою, 1920

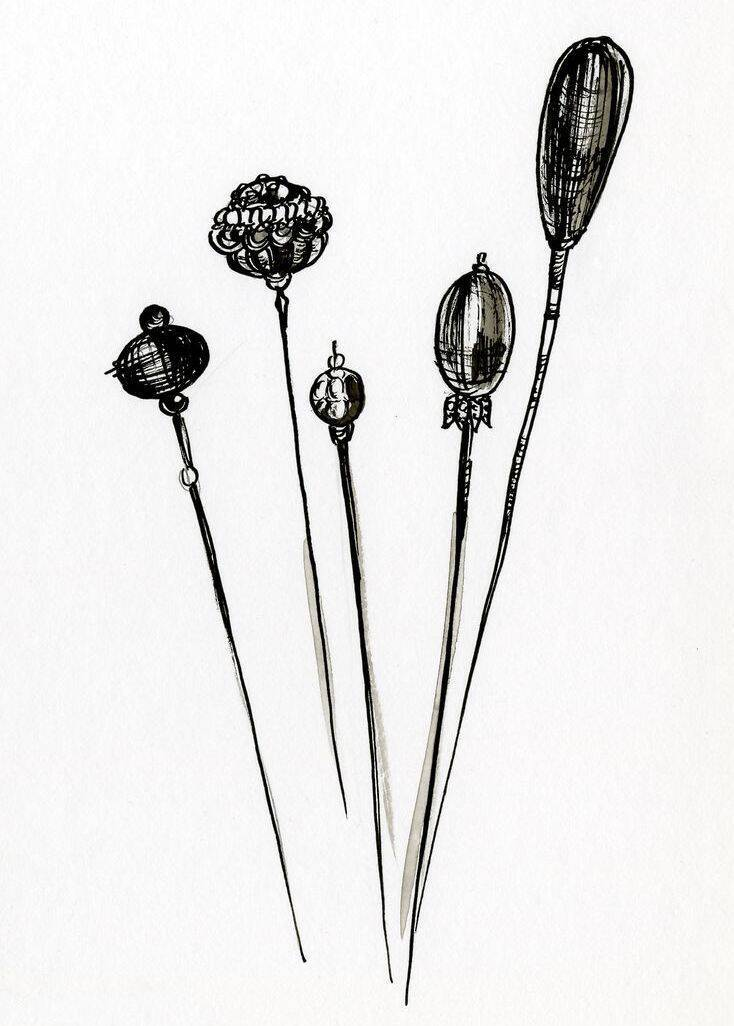
Капелюшні шпильки

Шпилька для капелюха — традиційно жіночий аксесуар, шпилька з декоративною головкою, що служить для кріплення капелюшка до волосся або декоративних елементів (стрічок, квітів) до капелюшка.
Капелюшні шпильки відомі з часів Середньовіччя. У XV столітті невеликі шпильки використовувалися для кріплення наміток і вуалей, що покривали волосся жінки. Пік популярності аксесуара доводиться на XIX—XX століття. Капелюшні шпильки цього періоду схожі на чоловічі шпильки для краваток — вони також мають відносно невелике ювелірне навершя, виготовляють їх з дорогоцінних металів і каменів, різьбленої кістки, перлів, перламутру тощо, і, як правило, знімний наконечник-запобіжник на зворотньому кінці. Різниця полягає в довжині — жіночі шпильки були довші чоловічих і становили 10—20 см в довжину. Надмірна довжина капелюшних шпильок на початку ХХ століття ставала об'єктом глузування й висміювалися в карикатурах. Відомі випадки, коли капелюшні шпильки ставали знаряддям самооборони або злочину, а також причиною нещасних випадків у транспорті, в зв'язку з чим у Європі й США приймалися закони для обмеження носіння занадто довгих шпильок і без захисного навершя.